# Muzeum Dawnej Wsi „Domek Tkaczki”
Muzeum Dawnej Wsi „Domek Tkaczki” – prywatne muzeum założone przez Urszulę Wolską (Jędrzejczyk), znajdujące się w Bliżynie. Muzeum działa na podstawie regulaminu uzgodnionego z Ministrem Kultury i Dziedzictwa Narodowego Bogdanem Zdrojewskim, 25 czerwca 2012 roku.

## Historia
Muzeum powstało na bazie prywatnej kolekcji tworzonej od 1993 roku przez Urszulę Wolską. Początek zbiorów związanych z dawną wsią, ciągle uzupełnianych, dały narzędzia tkackie oraz kołodziejskie.  Kolekcja pokazywana była na wystawach w placówkach kulturalnych, między innymi podczas festiwalu technologicznego Kuźnice Koneckie w Muzeum w Maleńcu i Muzeum Wsi Kieleckiej. W Domku Tkaczki organizowane były m.in. warsztaty tkackie, pokazy oraz wspólnie ze Stowarzyszeniem RDEST oraz Justyną i Stanisławem Paszkielami cykliczne imprezy takie jak: Dzień Tkaczki w pierwszą sobotę października oraz  „Wio, koniku po chodniku”.
Domek Tkaczki uczestniczy w imprezach plenerowych, na których prezentuje dawne, stopniowo zanikające zawody. W 2011 odtwarzał dawną wioskę (podczas festynu „Przystań Bliżyn – Glina i Tkanina”) oraz brał udział w programie Kawa czy herbata?. Od 2014 uczestniczy w Europejskich Dniach Dziedzictwa. We wrześniu 2019 był tematem w programie Teleexpress Extra.
W 2014 Muzeum Domek Tkaczki zostało wyróżnione przez Narodowy Instytut Dziedzictwa za organizacje wydarzeń podczas Europejskich Dni Dziedzictwa.

## Galeria

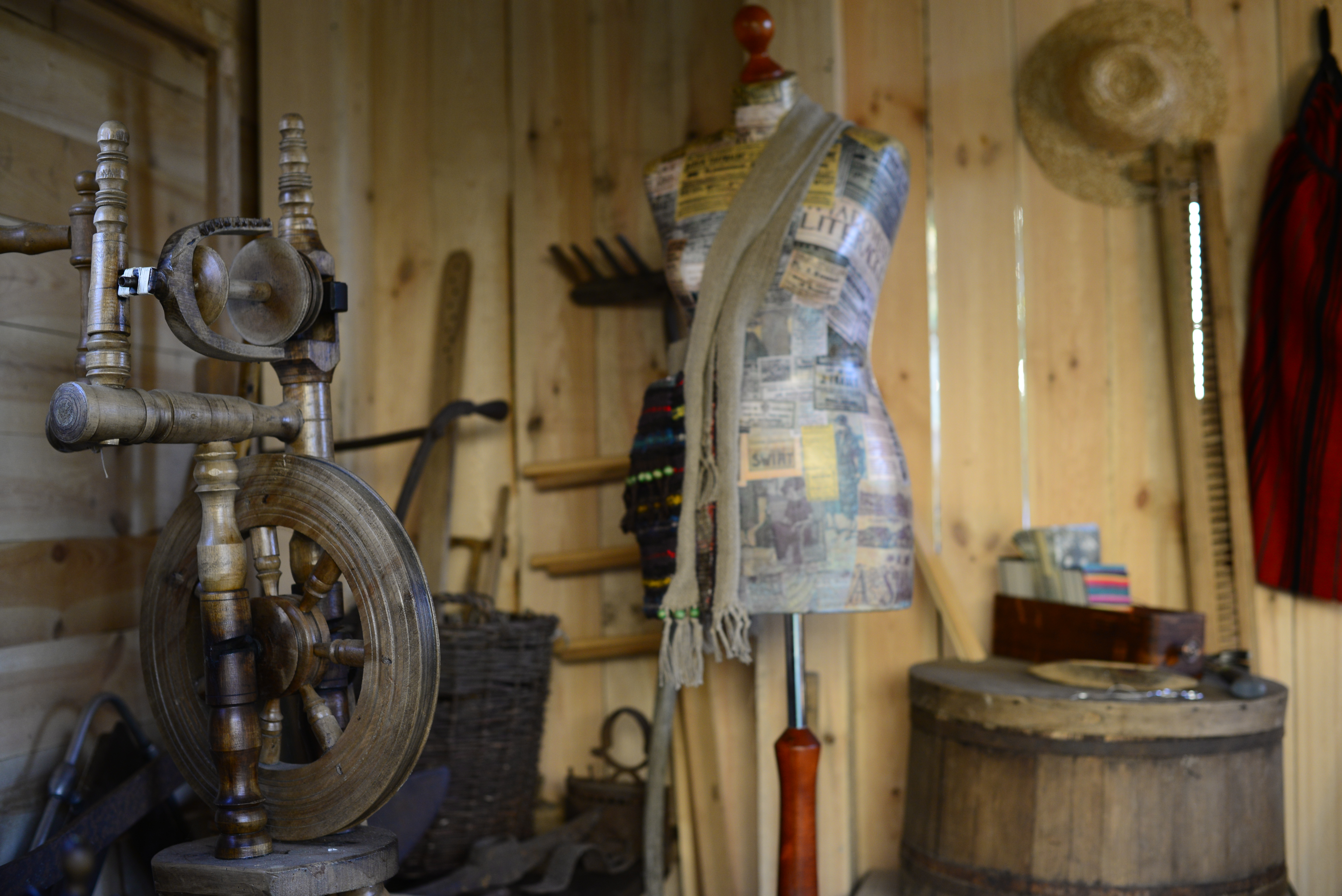
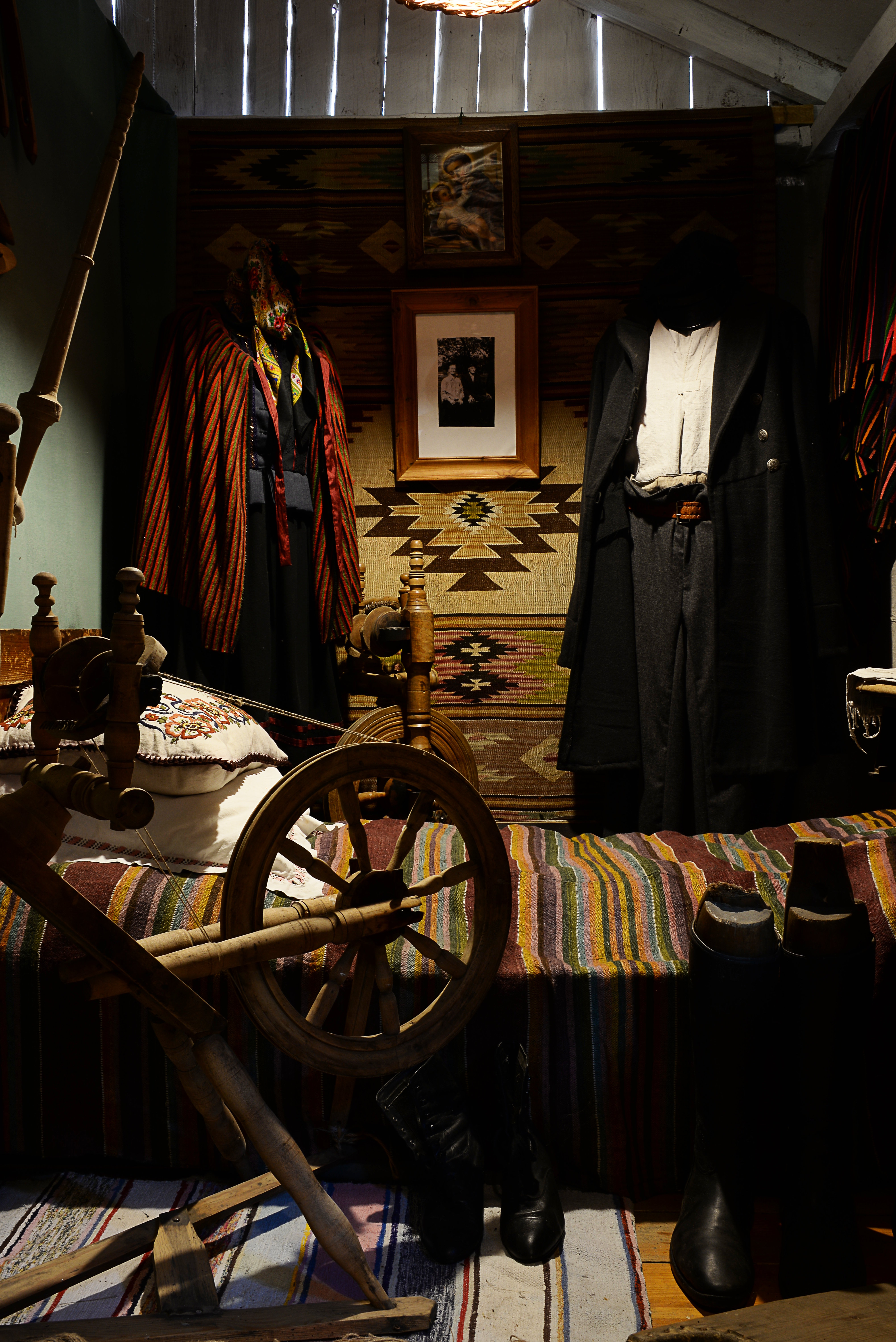
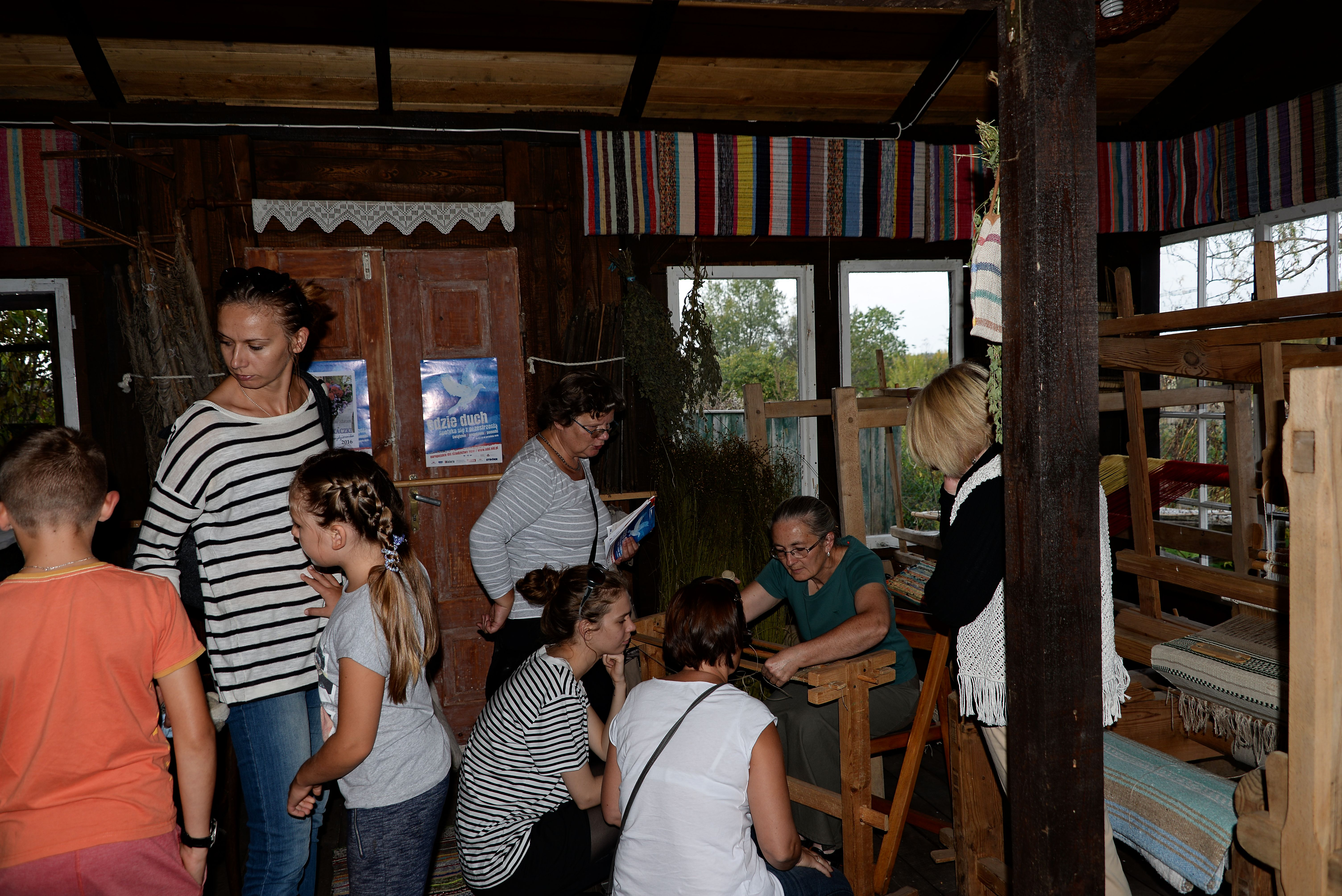
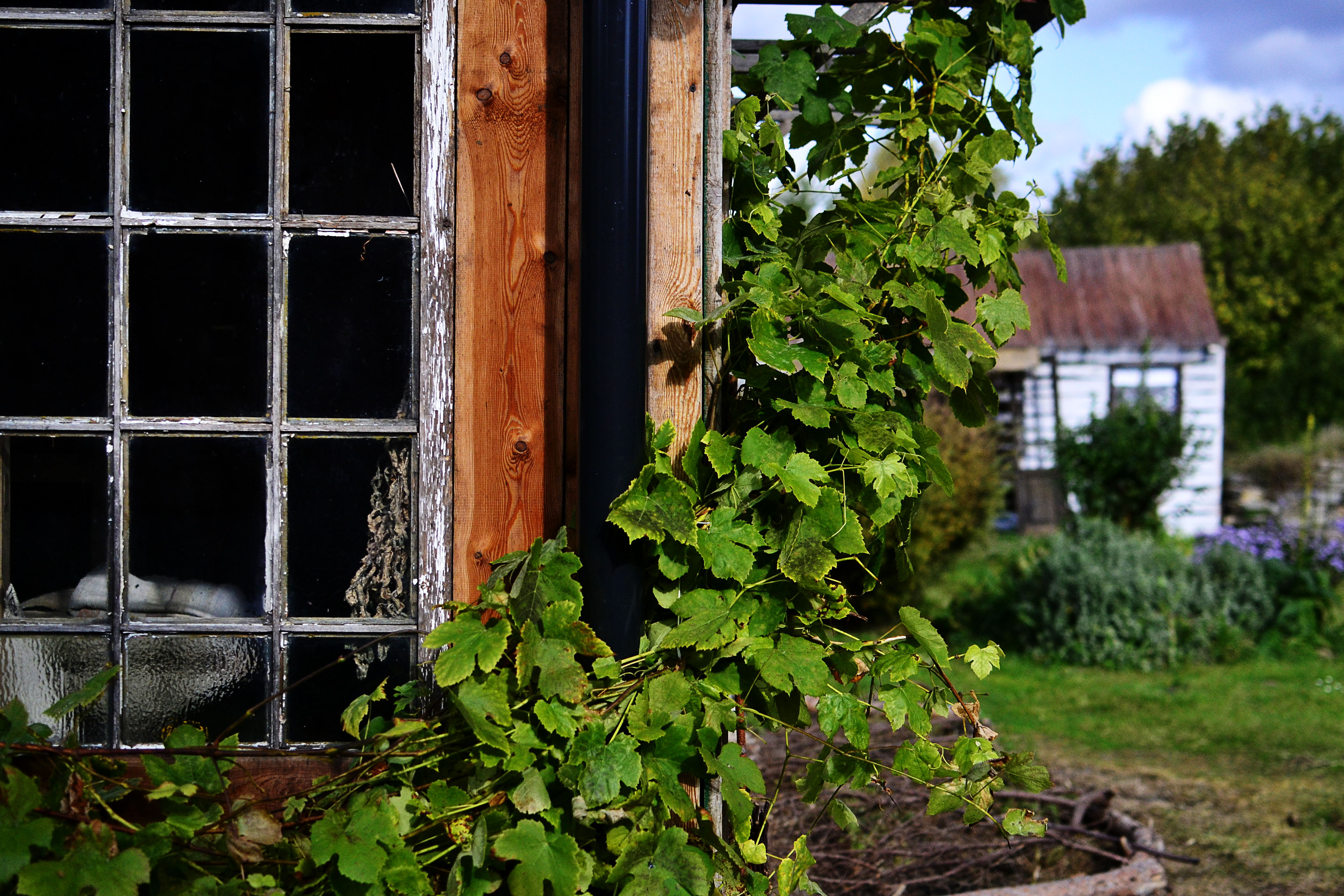
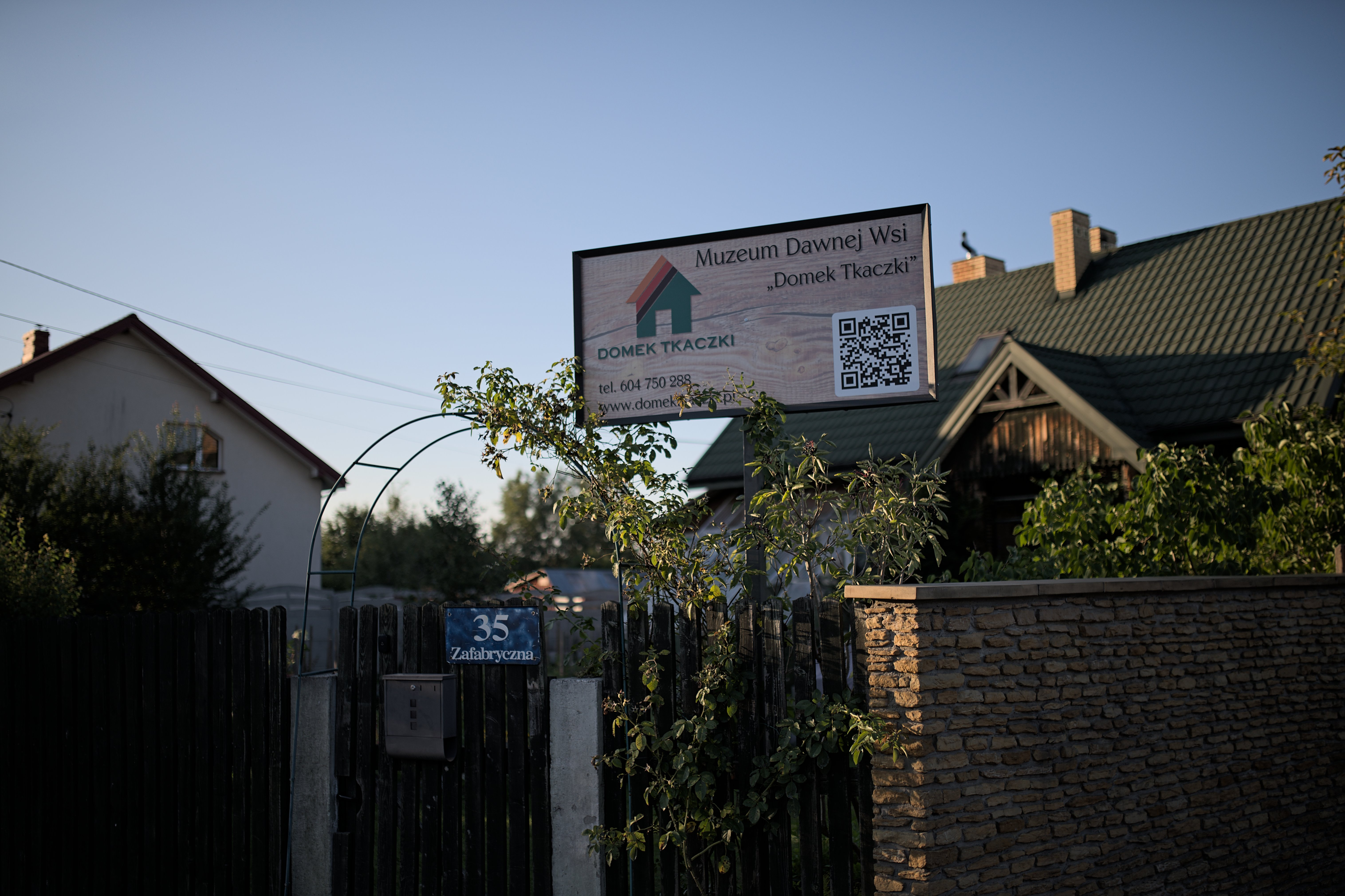